# Időlovasok
Az Időlovasok (hangul:  별나라 삼총사, Pjolnara szamcshongsza, RR: Byeolnara Samchongsa), angol címén The Starland Trio, Space Three Musketeers vagy Space of 3 Musketeers) 1979-ben bemutatott dél-koreai animációs sci-fi kalandfilm. A Sunwoo Entertainment gyártásában készült, Im Dzsonggju rendezésében, Csi Szanghak forgatókönyve alapján. 
Bemutatója 1979. július 21-én volt Dél-Koreában.
A film három fiúról szól, akiktől nem messze egy űrhajó zuhan le. Az utasai a Gyerekek bolygójáról érkeztek és a segítségüket kérik, mivel megtámadta őket a gonosz Denevér Banda.
A film Magyarországon is bemutatásra került, de csak hangalámondással.

## Cselekmény
A film három fiúról szól, akik a nyári szünidőben távcsővel kémlelik az esti égboltot. Váratlanul egy űrhajó zuhan le tőlük nem messze. Az utasai a Gyerekek bolygójáról érkeztek, köztük a bolygó hercegnője, és a segítségüket kérik, mivel megtámadta őket a gonosz Denevér Banda, ezért zuhantak le. A gyerekek vállalják a feladatot és sikeresen visszajutnak a Gyerekek bolygójára. Hamarosan azonban megjelenik a Denevér Banda és elrabolják a hercegnőt, majd a bolygó behódolását követelik. A király, látva a gyerekek elszántságát, rájuk bízza unokájának kiszabadítását, ezt teljesítve juthatnak csak vissza Földre.

## Elemzés
A Cine 21 magazin szerint a film az 1970-es évek végén egyedi karaktereivel és történetével hívta fel magára a gyerekek figyelmét. A film inkább fantasy mint sci-fi, de ötvözi a nyugati animációs technikákat, a nyugati és keleti meseelemeket is.